# Àngel Tarrach i Barrabia
Àngel Tarrach i Barrabia (Barcelona, 1898 - Cuernavaca, Mèxic, 1979), fou un escultor, primer exiliat a França i després a Mèxic.

## Biografia

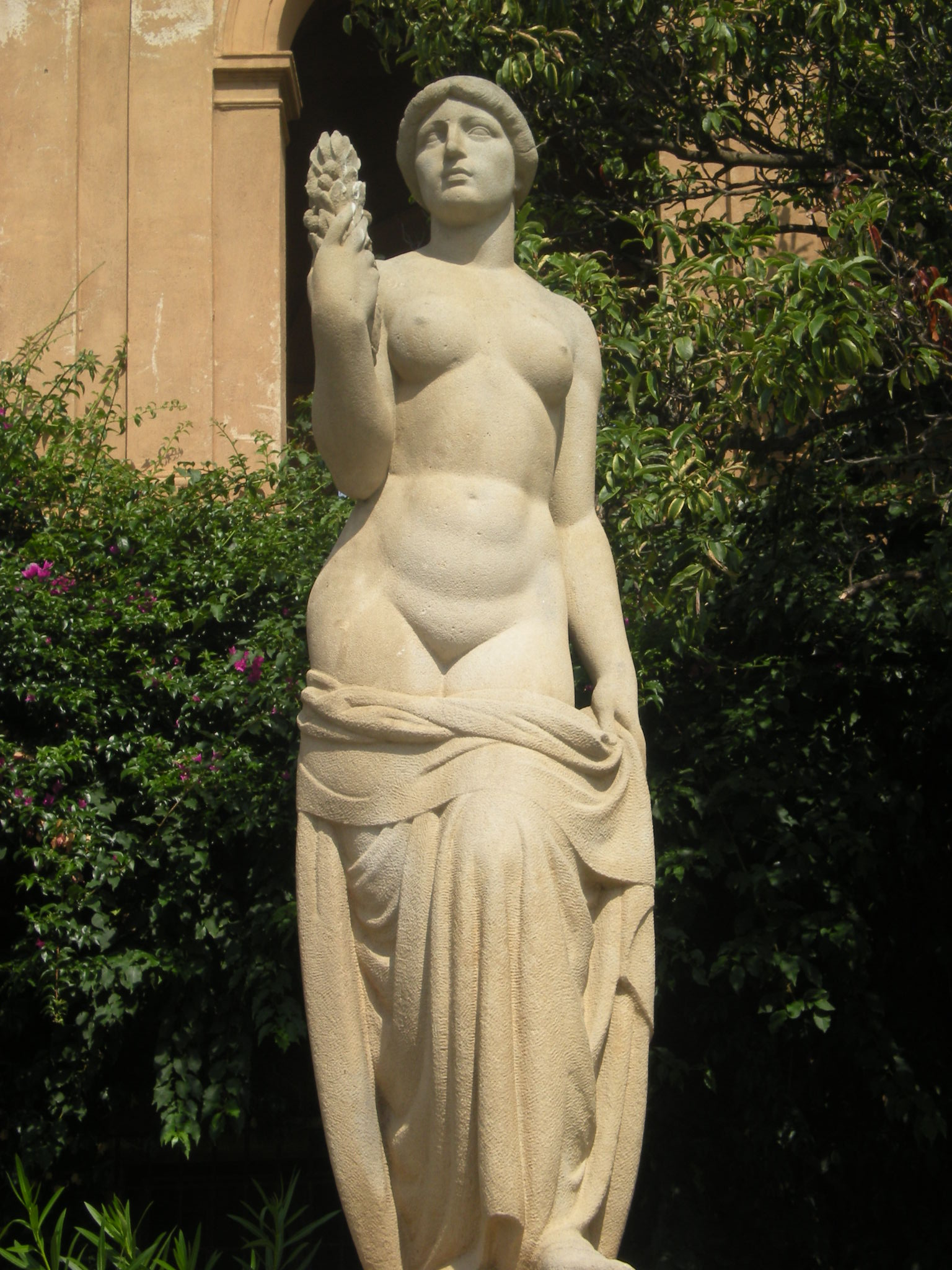
La deessa, Palau Reial de Pedralbes.

Fill de Josep Tarrach que es dedicava a l'escultura industrial, va aprendre l'ofici al taller del seu pare, on va conèixer Antoni Gaudí que el va animar a seguir per aquest camí, ja que segons va expressar l'arquitecte: «tenia un talent excepcional». va seguir els seus consells i amb quinze anys va entrar a estudiar a l'Escola la Llotja. Va ampliar coneixements a Madrid i París, en aquesta última ciutat va ser deixeble d'Arístides Maillol i Josep Clarà.
Va participar en exposicions com la de la Sala Parés el 1928 junt amb Enric Casanovas, Joan Rebull, Josep Granyer, Pau Gargallo, Manolo Hugué i Àngel Ferrant. Va formar part de grups artístics com el Grup Nou Ambient, Grup de les Arts i els Artistes, Associació d'Escultors i també d'altres grups de caràcter polític com del que va ser membre fundador el Sindicat d'Artistes, Pintors i Escultors de Catalunya.
El 1939 es va exiliar a França, on va realitzar algunes obres i fou membre el 1940 del «Saló dels Indépendents». L'any 1942 va partir rumb a Amèrica on pensava establir-se als Estats Units, però primer va anar a visitar Mèxic -on tenia bons amics-, la bona acollida que el van dispensar i la seva ràpida integració amb el món cultural de Mèxic, li va fer decidir quedar-se en aquest país.
Casat amb Genoveva Puig i Vilà es divorcien l'any 1935. L'any 1945 es casa a Mèxic amb Nora Ayala Mendoza amb qui té una fill Carlos Tarrac Ayala.

## Obres
Abans del seu exili, Tarrach des de l'any 1925 havia realitzat diverses obres públiques per a la ciutat de Barcelona:
- La deessa (1927, instal·lada primer a la Plaça de Catalunya (Barcelona) i després al Palau de Pedralbes.
- Míliu (Plaça de la Sagrada Família)
- Font de l'Efeb (1923 a la cruïlla avinguda Diagonal i carrer de Bailén).
- Bust de Lluís Companys (Generalitat de Catalunya)

En Mèxic va rebre importants encàrrecs de retrats i monuments per part oficial del govern mexicà:
- Relleu amb una Venus (1943 edifici a Ciutat de Mèxic)
- Monument a Maximiliano Avila Camacho (Teziatlán, Estat de Puebla)
- Adolfo Ruiz Cortinas (Villahermosa, Tabasco)
- Adolfo López Mateos (Atizapán, Estat de Mèxic)
- Lázaro Cárdenas (1971, president de Mèxic)
- José María Morelos (Parc del Museu d'història del Castillo de Chapultepec)
- Abraham Lincoln (Ciudad Satélite, Ciutat de Mèxic)
- El Nacimiento de México (1963 edifici del PRI)
- Escut Nacional per les portades de les fronteres mexicanes, entre 1964 i 1970
- Otomí (1962 plaza d'Acapulco)
- Manos en oración (1973)
- Benito Juárez (1973 Ciudad Satélite, Ciutat de Mèxic)